# Diva Ribeiro
Diva Nélia Capela de Jesus Ribeiro (Beja, 20 de outubro de 1974), é uma professora de matemática e política portuguesa. Desempenhou na XVI Legislatura da República Portuguesa as funções de deputada à Assembleia da República pelo CHEGA.

## Biografia
Ensina matemática num colégio privado em Vila Nova de Milfontes. Foi militante do Partido Social Democrata entre 1986 e 2020. Em janeiro de 2024, foi anunciada pelo presidente do CHEGA, André Ventura, que seria cabeça de lista pelo circulo eleitoral de Beja nas eleições legislativas de 2024.

## Deputada à Assembleia da República

### XVI Legislatura da República Portuguesa
A 10 de março de 2024, foi eleito deputada à Assembleia da República pelo CHEGA, pelo círculo eleitoral de Beja.

### Polémica
A 13 de Fevereiro de 2025, em sequência de um debate motivado por um projecto de lei do Partido Socialista (PS) que propunha a criação de um regime jurídico de estudantes com necessidades educativas específicas no ensino superior, a deputada acusou a Ana Sofia Antunes, que é cega, de só conseguir intervir em assuntos relativos a deficiência. A esta acusação seguiu-se uma troca de insultos entre vários deputados dos dois partidos. A intervenção foi condenada pelo vice-presidente a Assembleia da República, Rodrigo Saraiva, que nesse dia ocupava a presidência da mesa, e também por Pedro Nuno Santos, secretário-geral do PS, Joana Mortágua, do Bloco de Esquerda e Hugo Soares do Partido Social Democrata, entre outros. Em declarações à imprensa, Ana Sofia Antunes disse que se sentiu "desrespeitada enquanto pessoa com deficiência", e adicionou que através das acusações feitas, tinham sido no plenário "ofendidas todas as pessoas com deficiência, rotuladas como incapazes, inábeis ou incompetentes".

## Resultados eleitorais

### Eleições legislativas
| Data | Partido | Partido | Círculo eleitoral | Posição    | CI. | Votos  | %              | +/-   | Status | Notas |
| ---- | ------- | ------- | ----------------- | ---------- | --- | ------ | -------------- | ----- | ------ | ----- |
| 2024 |         | CHEGA   | Beja              | 1.º (em 3) | 2.º | 16 595 | 21,55 / 100,00 | 10,28 | Eleita |       |